# European Squash Federation
European Squash Federation (ESF) bildades 1973, och är det europeiska idrottsförbundet för squash. Högkvarteret finns i Barston i England i Storbritannien.

## Ordföranden
| Numer | År        | Namn                                                |
| ----- | --------- | --------------------------------------------------- |
| 1     | 1973–1977 | Lennart Lepsen, Sverige                             |
| 2     | 1977–1985 | Lou Zandvliet, Nederländerna                        |
| 3     | 1985–1989 | Brian Fitzgerald, Irland                            |
| 4     | 1989–1992 | Bernhard Woebker, Västtyskland (från 1990 Tyskland) |
| 5     | 1992–1993 | Casper Zeegers, Nederländerna                       |
| 6     | 1993–1999 | Joyce Buckley, Irland                               |
| 7     | 1999–2001 | Philip Van Der Ven, Nederländerna                   |
| 8     | 2001–2007 | Christopher Stahl, England                          |
| 9     | 2007–     | Hugo Hannes, Belgien                                |

### Fotnoter
1. ↑  http://www.europeansquash.com/page/25670/Officials